# Венесуэла на юношеских Олимпийских играх
Венесуэла принимает участие в юношеских Олимпийских играх: в летних Играх — начиная с Игр 2010 года, в зимних Играх — на настоящее время не принимали участия ни разу.
Спортсмены Венесуэлы на всех юношеских Олимпийских играх выиграли в сумме 15 медалей, из них 2 золотых, все медали завоёваны на летних Играх; в неофициальном медальном зачёте спортивная делегация Венесуэлы занимает 58-е место.

## Медальный зачёт

### Медали на летних юношеских Олимпийских играх
| Игры              | Участников | Золото | Серебро | Бронза | Всего | Место |
| 2010 Сингапур     | 21         | 0      | 2       | 3      | 5     | 63    |
| 2014 Нанкин       | 57         | 0      | 6       | 2      | 8     | 53    |
| 2018 Буэнос-Айрес | 53         | 2      | 0       | 0      | 2     | 39    |
| Всего             | Всего      | 2      | 8       | 5      | 15    | 54    |